# Nunatak Cady
El nunatak Cady és un nunatak situat a 4,5 km a l'est de la muntanya Zeigler en el sector nord-est de les muntanyes Allegheny, en les serralades Ford de la Terra de Marie Byrd, Antàrtida. El nunatak va ser rellevat pel United States Geological Survey a partir de fotografies aèries preses per la marina dels Estats Units, 1959–65, i nomenat pel Comitè Assessor de Noms Antàrtics en honor de Frederick M. Cady, un físic de la ionosfera del Programa Antàrtic de Recerca dels Estats Units, en l'Estació Byrd, en 1968.